# Leap
Leap (iriska:Leim Ui Dhonnabhain), är en stad i Cork, Irland. Staden har fem barer varav två stycken serverar mat. Det finns även en gaelisk fotbollsplan i staden. 